# روح‌الله بابایی صالح
روح‌الله بابایی صالح (زاده ۱۳۵۷)، نمایندهٔ دورهٔ دهم مجلس شورای اسلامی از حوزهٔ انتخابیهٔ بوئین‌زهرا و آوج در استان قزوین است. وی با کسب ۳۳٬۴۸۶ رای از مجموع ۸۶٬۴۲۲ رای معادل ۳۸٫۷۵٪ درصد آرا به مجلس راه پیدا کرد.
سوابق:  نماینده مجلس شورای اسلامی (دوره دهم)  ۱۳۹۵_۱۳۹۹ 
 عضو هیئت رئیسه کمسیون اجتماعی مجلس ۴ سال دبیر کمیسیون ۱۳۹۵_۱۳۹۹ 
عضو هیئت حل اختلاف و رسیدگی به شکایات از شوراهای اسلامی استان قزوین ۱۳۹۷_۱۳۹۹
 عضو ناظر کمیته برنامه ریزی استان قزوین  ۱۳۹۵_۱۳۹۹ 
رئیس فراکسیون جاده ابریشم مجلس شورای اسلامی  ۱۳۹۷_۱۳۹۹ 
 مشاور و امور مجلس رئیس ستاد دیه کشور  ۱۳۹۹_۱۴۰۰
  مشاور رئیس سازمان نقشه برداری کشور۱۳۹۹ 
 معاون مدیرکل منابع انسانی و تحول اداری  ۱۳۹۹_تا الان
  مدیر پشتیبانی سازمان نقشه برداری کشور ۱۳۹۹_تا الان
 عضو هیئت امنای دانشگاه فرهنگیان قزوین ۱۳۹۵_۱۳۹۹
 مدرس دانشگاه فرهنگیان ۱۳۹۸_۱۳۹۹  
مدرس دانشگاه آزاد اسلامی ۱۳۷۸_۱۳۹۹  
مدیریت و معاونت دبیرستان ۱۳۷۷_۱۳۹۴ 
 دبیر و مربی دبیرستان ۱۳۷۷_۱۳۹۵